# Mięsień żwacz

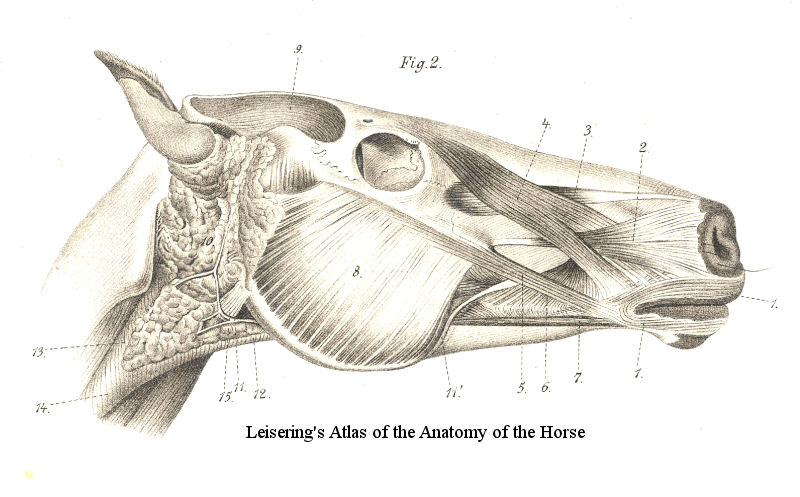
Głowa konia: żwacz oznaczony cyfrą 8

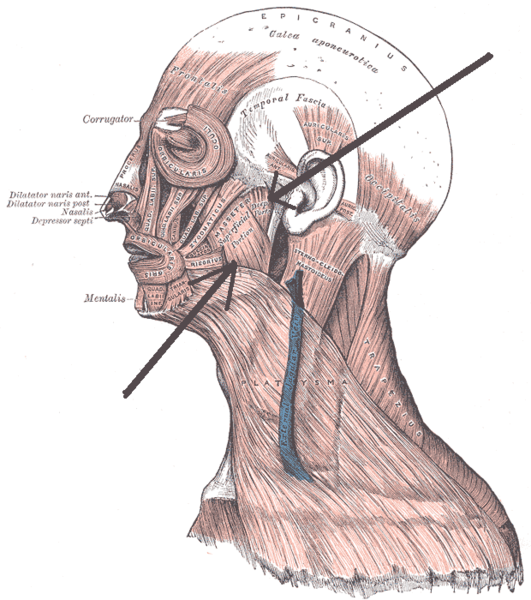
Warstwy głęboka i powierzchowna żwacza człowieka zaznaczone strzałkami.

Mięsień żwacz (łac. musculus masseter) – parzysty mięsień żucia, znajdujący się po obu stronach głowy. Występuje u ssaków, u których odszczepia się od mięśnia skroniowego.
Jest szczególnie silnie rozwinięty u kopytnych i gryzoni.

## Anatomia ogólna
Jest to silny, zwarty mięsień. Ma on postać grubej i płaskiej płyty. Zazwyczaj dwuwarstwowy. Zależnie od gatunku, wieku i miejsca przerośnięty dużą ilością blaszek ścięgnistych. Włókna mięśniowe tworzą, w stosunku do tych blaszek, ustawione przeciwnie do siebie i wielokrotnie się powtarzające układy pierzaste.
Mięsień ten pokrywa zewnętrzną powierzchnię gałęzi żuchwy i część jej trzonu na wysokości trzonowców, gdzie znajduje się punkt końcowy jego przyczepu. Początek swój natomiast bierze na łuku jarzmowym oraz grzebieniu twarzowym. Do stopnia rozwoju tego łuku i grzebienia proporcjonalny jest rozwój mięśnia.
Mięsień ten dzieli się na dwa pokłady wyróżnione przede wszystkim na podstawie odmiennego kierunku włókien mięśniowych. Pokłady te nazywane są częścią powierzchniową (pars superficialis) i częścią głęboką (pars profunda), a włókna jednej układają się pod kątem 90° do drugiej.
Część głęboka uzewnętrznia się na niewielkim fragmencie w rejonie stawu skroniowo-żuchwowego. Jej włókna mają kierunek skośny, dolno-przedni. Część ta łączy się na wysokości łuku jarzmowego z mięśniem skroniowym.

## Funkcja
Mięsień ten unosi żuchwę ku górze i przyciska do zębów górnych. Ponadto u części ssaków roślinożernych jednostronny jego skurcz umożliwia ruchy boczne żuchwy. Część końcowa tego mięśnia sięga do dolnego brzegu wyrostka kątowego żuchwy, przechodzi na jej wewnętrzną stronę i zespala się poprzez szew z mięśniem skrzydłowym przyśrodkowym.

## Przegląd

### Drapieżne
U drapieżnych mięsień ten jest gruby i uwypuklony. Nie zakrywa trzonowców. Część powierzchniowa skierowana jest tylno-dolnie. Jego zakończenie dochodzi do krawędzi wyrostka kątowego żuchwy i przechodzi na stronę wewnętrzną, gdzie poprzez szew łączy się z mięśniem skrzydłowym przyśrodkowym. Część głęboka również jest dobrze rozwinięta i najgrubsza w rejonie stawu skroniowo-żuchwowego. Na łuku jarzmowym łączy się ten mięsień z mięśniem skroniowym. Ponadto w tej grupie ssaków występuje w żwaczu dodatkowo część pośrednia.

### Nieparzystokopytne
U konia mięsień ten jest duży, płaski, w większości uścięgniony i pokryty błyszczącą otoczką rozścięgnową. Zaczyna się na grzebieniu twarzowym i łuku jarzmowym, a końcowy punkt przyczepu ma na zewnętrznej powierzchni gałęzi żuchwy.

### Naczelne

#### Człowiek
U człowieka mięsień ten posiada dwie warstwy: powierzchniową, o włóknach biegnących ukośnie i głęboką, o włóknach biegnących pionowo. Warstwa powierzchniowa ma początkowy przyczep na dolnym brzegu kości jarzmowej, a głęboka na łuku jarzmowym, przy czym część włókien przechodzi pod łukiem do dołu skroniowego oraz torebki stawowej i krążka stawowego stawu skroniowo-żuchwowego. Końcowym przyczepem obu warstw jest guzowatość żwaczowa, a niektóre włókna łączą się z włóknami mięśnia skrzydłowego przyśrodkowego. Skurcze tego mięśnia unoszą żuchwę, a część włókien dodatkowo bierze udział w jej wysuwaniu. Unerwiony jest gałązką nerwu żuchwowego.